# Martin Keller
Martin Keller (født d. 26 september 1966, Frederiksberg) er en dansk tv-vært, musiker, komponist og showman.
Han har medvirket i en række børne-underholdningsprogrammer både ved radio, tv, bøger og musik.
Martin opfandt oprindeligt idéen "Gæt en lort".[kilde mangler]. Efter start af Naturpatruljen blev idéen videreudviklet sammen med Sebastian Klein, Ketil Teisen og Lars Ostenfeldt som så blev til børneprogrammet Naturpatruljen på DR.
I 2003 rykkede han og Ketil Teisen over på TV 2 og TV 2 Zulu med programmet Martin og Ketil – verden for begyndere.
I alle sine programmer har Keller komponeret, indspillet og tilrettelagt al musik[kilde mangler] heriblandt sangene "Gæt en lort", og "Martin og Ketil på tur" fra Naturpatruljen.
Sammen med Jesperhus har Martin og Ketil indgået et partnerskab, hvor de i 2013 åbnede "Martin og Ketils Junglezoo". I denne zoo anvender man træningsformer som for eksempel fri træning (også kaldet positiv træning), hvor dyrene ikke holdes i snor, og derfor er i stand til at afbryde træningen. Zooens specialer er papegøje- og lemurtræning. Der er ingen bure i Martin og Ketils Junglezoo, fordi kontakten med dyrene menes at være vigtig; og ikke mindst vigtig for forståelsen af dyrens adfærd. I gennem sæsonen har de en række shows i parken Jesperhus, ligeledes optræder de med shows i storcentre i hele Danmark.
I 2013 stoppede Ketil med at arbejde i Jesperhus Junglezoo, hvor Martin fortsatte frem til 2015.
Keller arbejder for Dansk Vegetarisk Forening som Verdensmålschef.

## Privatliv
Martin Keller har sønnerne Marius og Villads Keller.